# 萬索山脈
萬索山脈（西班牙語：Cordillera Huanzo），是秘魯的山脈，位於該國南部阿普里馬克大區、阿雷基帕大區、阿亞庫喬大區和庫斯科大區，長57公里，屬於安地斯山脈的一部分，最高點海拔高度5,445米。